# Danh sách cầu thủ tham dự Giải vô địch bóng đá Nam Mỹ 1963
Đây là danh sách đội hình các đội tuyển tham dự Giải vô địch bóng đá Nam Mỹ 1963. Các đội tuyển tham gia gồm Argentina, Bolivia, Brasil, Colombia, Ecuador, Paraguay và Peru. Chile và Uruguay bỏ giải. Các đội thi đấu vòng tròn một lượt, mỗi trận thắng được tính 2 điểm, hòa tính 1 điểm, thua tính 0 điểm.

## Argentina
Huấn luyện viên: 

| Số | VT | Cầu thủ | Ngày sinh (tuổi) | Trận | Bàn | Câu lạc bộ |
| -- | -- | ------- | ---------------- | ---- | --- | ---------- |

## Bolivia
Huấn luyện viên:  Danilo Alvim

| Số | VT | Cầu thủ               | Ngày sinh (tuổi) | Trận | Bàn | Câu lạc bộ          |
| -- | -- | --------------------- | ---------------- | ---- | --- | ------------------- |
| —  | TM | Isaac Álvarez         |                  | 0    | 0   | Club 31 de Octubre  |
| —  | TM | Arturo López          |                  | 0    | 0   | Chaco Petrolero     |
| —  | HV | Roberto Cainzo        |                  | 0    | 0   | Deportivo Municipal |
| —  | HV | Hugo Palenque         |                  | 0    | 0   | Club 31 de Octubre  |
| —  | HV | Alberto Torres Vargas |                  | 0    | 0   | Deportivo Municipal |
| —  | HV | Osvaldo Villarroel    |                  | 0    | 0   | Deportivo Municipal |
| —  | TV | Wilfredo Camacho      |                  | 0    | 0   | Deportivo Municipal |
| —  | TV | Carlos Cárdenas       |                  | 0    | 0   | The Strongest       |
| —  | TV | Eduardo Espinoza      |                  | 0    | 0   | Club 31 de Octubre  |
| —  | TV | Jesús Herbas          |                  | 0    | 0   | Jorge Wilstermann   |
| —  | TV | Máximo Ramírez        |                  | 0    | 0   | The Strongest       |
| —  | TV | Eulogio Vargas        |                  | 0    | 0   | Chaco Petrolero     |
| —  | TV | Mario Zabalaga        |                  | 0    | 0   | Jorge Wilstermann   |
| —  | TV | Atilio Aguirre        |                  | 0    | 0   | Deportivo Municipal |
| —  | TĐ | Máximo Alcócer        |                  | 0    | 0   | Jorge Wilstermann   |
| —  | TĐ | Abdul Aramayo         |                  | 0    | 0   | Chaco Petrolero     |
| —  | TĐ | Ramiro Blacut         |                  | 0    | 0   | Bolivar             |
| —  | TĐ | Fortunato Castillo    |                  | 0    | 0   | San Isidro          |
| —  | TĐ | Ausberto García       |                  | 0    | 0   | Jorge Wilstermann   |
| —  | TĐ | Jaime Herbas          |                  | 0    | 0   | Jorge Wistermann    |
| —  | TĐ | Renan López           |                  | 0    | 0   | Jorge Wilstermann   |
| —  | TĐ | Edgar Quinteros       |                  | 0    | 0   | San José            |
| —  | TĐ | Víctor Ugarte         |                  | 0    | 0   | Bolivar             |

## Brasil
Huấn luyện viên: 

| Số | VT | Cầu thủ | Ngày sinh (tuổi) | Trận | Bàn | Câu lạc bộ |
| -- | -- | ------- | ---------------- | ---- | --- | ---------- |

## Colombia
Huấn luyện viên:  Gabriel Ochoa Uribe

| Số | VT | Cầu thủ            | Ngày sinh (tuổi)            | Trận | Bàn | Câu lạc bộ             |
| -- | -- | ------------------ | --------------------------- | ---- | --- | ---------------------- |
| —  | TM | Senén Mosquera     |                             | 0    | 0   | Millonarios            |
| —  | TM | Adelmo Vivas       | 1 tháng 3, 1934 (29 tuổi)   | 0    | 0   | Deportivo Pereira      |
| —  | HV | Aníbal Alzate      | 31 tháng 1, 1933 (30 tuổi)  | 6    | 0   | Deportes Tolima        |
| —  | HV | Carlos Aponte      | 24 tháng 1, 1939 (24 tuổi)  | 1    | 0   | Independiente Santa Fe |
| —  | HV | Jaime Gonzalez     | 1 tháng 4, 1938 (24 tuổi)   | 5    | 0   | América de Cali        |
| —  | HV | Óscar López        | 2 tháng 4, 1939 (23 tuổi)   | 7    | 0   | Once Caldas            |
| —  | HV | Orlando Marín      | 23 tháng 9, 1942 (20 tuổi)  | 0    | 0   | Once Caldas            |
| —  | HV | Joaquín Sánchez    |                             | 0    | 0   | Deportivo Cali         |
| —  | TV | Conrado Arango     |                             | 0    | 0   | Millonarios            |
| —  | TV | Marcos Coll        | 23 tháng 8, 1935 (27 tuổi)  | 7    | 1   | América de Cali        |
| —  | TV | Gonzalo González   |                             | 0    | 0   | Independiente Santa Fe |
| —  | TV | Rolando Serrano    | 13 tháng 11, 1938 (24 tuổi) | 7    | 0   | América de Cali        |
| —  | TV | Jaime Silva        | 10 tháng 10, 1935 (27 tuổi) | 13   | 0   | Independiente Santa Fe |
| —  | TĐ | Germán Aceros      | 30 tháng 9, 1938 (24 tuổi)  | 9    | 1   | Deportivo Cali         |
| —  | TĐ | Carlos Arango      | 31 tháng 1, 1928 (35 tuổi)  | 18   | 6   | Millonarios            |
| —  | TĐ | Jairo Arias        | 2 tháng 11, 1938 (24 tuổi)  | 5    | 1   | Once Caldas            |
| —  | TĐ | Alonso Botero      |                             | 0    | 0   | Once Caldas            |
| —  | TĐ | Carlos Campillo    |                             | 0    | 0   | Millonarios            |
| —  | TĐ | Delio Gamboa       | 28 tháng 1, 1936 (27 tuổi)  | 15   | 3   | Millonarios            |
| —  | TĐ | Francisco González | 18 tháng 5, 1936 (26 tuổi)  | 0    | 0   | Independiente Medellín |
| —  | TĐ | Héctor González    | 7 tháng 7, 1937 (25 tuổi)   | 5    | 1   | Independiente Santa Fe |
| —  | TĐ | Saúl Salla         |                             | 0    | 0   | Deportivo Cali         |

## Ecuador
Huấn luyện viên: 

| Số | VT | Cầu thủ | Ngày sinh (tuổi) | Trận | Bàn | Câu lạc bộ |
| -- | -- | ------- | ---------------- | ---- | --- | ---------- |

## Paraguay
Huấn luyện viên: 

| Số | VT | Cầu thủ | Ngày sinh (tuổi) | Trận | Bàn | Câu lạc bộ |
| -- | -- | ------- | ---------------- | ---- | --- | ---------- |

## Peru
Huấn luyện viên: 

| Số | VT | Cầu thủ | Ngày sinh (tuổi) | Trận | Bàn | Câu lạc bộ |
| -- | -- | ------- | ---------------- | ---- | --- | ---------- |